# الوصايا العشر (فلم 2016)
الوصايا العشر ( بالبرتغالية : Os Dez Mandamentos - O Filme ) هو فيلم برازيلي تم إصداره بواسطة ريكورد تي في في عام 2016 بالاشتراك مع بيرز فيلمز. الفيلم عبارة عن إعادة إنتاج لمسلسل تلفزيوني مسمى قدمه ريد ريكورد في عام 2015. كتب الفيلم فيفيان دي أوليفيرا وأخرجه ألكسندر أفانسيني، مع نفس ممثلي المسلسل الدرامي. 

## وصلات خارجية
- الوصايا العشر على موقع IMDb (الإنجليزية)
- الوصايا العشر على موقع فيلمافينيتي (الإسبانية)
- الوصايا العشر على موقع قاعدة بيانات الفيلم (الإنجليزية)
- الوصايا العشر على موقع ليتربوكسد (الإنجليزية)
- الوصايا العشر على موقع كينوبويسك (الروسية)